# Universidade Seisen (Tóquio)
A Universidade Seisen ( 女子 大学 , Seisen Joshi Daigaku ) é uma faculdade particular de artes liberais católicas para mulheres em Shinagawa, Tóquio, Japão.

## História
O antecessor da escola, Seisenryōgakuin (清泉寮学院) , foi fundado em 1938 pelas Escravas do Sagrado Coração de Jesus. Foi fundado como uma faculdade de quatro anos para mulheres em 1950.

## Organização

### Estudos de graduação
- Departamento de Língua e Literatura Espanhola
- Departamento de Língua e Literatura Inglesa
- Departamento de Estudos da Cidadania Global
- Departamento de História Cultural
- Departamento de Língua e Literatura Japonesas

### Escola de Pós-Graduação em Ciências Humanas
- Programa De Mestrado Em Língua E Cultura
- Programa De Mestrado Em Pensamento E Cultura
- Programa De Mestrado Em Estudos Da Cidadania Global
- Programa Doutoral em Ciências Humanas

### Institutos de pesquisa
- Instituto de Pesquisa para Estudos Culturais
- Instituto de Pesquisa para a Cultura Cristã
- Instituto de Pesquisa para o Ensino de Idiomas

## Campus

### Endereço
3-16-21 Higashi Gotanda, Shinagawa-ku, Tóquio, 141-8642, Japão

### Instalações
O edifício principal da universidade, em estilo renascentista italiano, projetado por Josiah Conder, foi construído como a mansão do príncipe Shimazu Tadashige em 1917.